# گردان شامریا
گردان شامریا (آلبانیایی: Batalioni Çamëria)، یک گردان از مقاومت آلبانی در جنگ جهانی دوم بود. این گروه در ۱۵ ژوئن ۱۹۴۳ از گروه مقاومت سازمان‌یافته آلبانیایی‌های شامریا تشکیل شد و در اکتبر ۱۹۴۳ به گروه شامریا ۴ تغییر نام داد که پس از آزادسازی آلبانی وجود نداشت. در زمان ایجاد بیش از ۵۰۰ نیروی نظامی بود که اکثر آن‌ها آلبانی‌های بخش یونانی شامریا و بقیه اهل آلبانی بودند و حدود ۴۰ عضو یونانی‌ها در آلبانی  بودند.

## پیشینه
در ۷ آوریل ۱۹۳۹ نیروهای ایتالیایی به آلبانی حمله کردند. این عملیات توسط ژنرال آلفردو Guzzoni انجام شد. با وجود مقاومت سرسختانه برخی از میهن پرستان، به خصوص در آلبانی، ایتالیایی‌ها از کار کوتاهی کردند. دورس در روز ۹ آوریل در تیرانا و Gjirokaster در ۹ آوریل و تقریباً کل کشور تا ۱۰ آوریل تسخیر شد. برای تبدیل نشدن به یک دست نشانده ایتالیایی، پادشاه زاگ، همسرش، ملکه جرالدین آلبانی ، و پسرشان لکا، ولیعهد آلبانی به یونان و سرانجام به لندن گریختند. در ۱۲ آوریل، پارلمان آلبانی به عزل زاگ رای داد و ملت را با ایتالیا «در اتحاد شخصی» با اعطای تاج به ویکتور امانویل سوم متحد کرد.